# مارک برک
مارک برک (هلندی: Mark Burke؛ زادهٔ ۱۲ فوریهٔ ۱۹۶۹) یک بازیکن فوتبال است.